# Margem de Certa Maneira
Margem de certa maneira é o segundo álbum de José Mário Branco, lançado em Dezembro de 1972 pela Sasseti - Guilda da Música. As gravações decorreram entre 6 e 8 de Novembro desse ano no Strawberry Studio, em Hérouville, nos arredores de Paris.

## Descrição do álbum
Continuação lógica do disco de estreia, Margem de certa maneira reforça a forte componente teatral na escrita e na interpretação de José Mário Branco, bem como a persistência em motivos da música popular portuguesa. "Engrenagem" e "Eh! companheiro" espelham a mensagem subversiva, "Cantigas da velha mãe e dos seus dois filhos (Mãe coragem)" desenvolve a sua relação com o teatro brechtiano e "Por Terras de França" fala do seu estado auto-exilado partilhado com Sérgio Godinho, solidificando a sua pessoalíssima linguagem estética.
O LP apresenta algumas canções que eram para ter sido publicadas num projeto de álbum conceptual intitulado "Crónica", uma parceria entre José Mário Branco e o escritor Álvaro Guerra, com letras a partir de textos de Luís de Camões, Gil Vicente, Sá de Miranda e Francisco Manuel de Melo. O álbum foi proibido pela censura prévia, sendo que algumas canções acabaram por integrar este LP.

## Alinhamento
Lado A
| N.º            | Título                    | Compositor(es)    | Letra             | Duração |  |
| 1.             | "Por terras de França"    | José Mário Branco | José Mário Branco | 4:55    |  |
| 2.             | "Engrenagem"              | José Mário Branco | José Mário Branco | 3:15    |  |
| 3.             | "Aqui dentro de casa"     | José Mário Branco | José Mário Branco | 5:00    |  |
| 4.             | "Margem de certa maneira" | José Mário Branco | José Mário Branco | 4:50    |  |
| Duração total: | Duração total:            | Duração total:    | Duração total:    | 0:17:02 |  |

Lado B
| N.º            | Título                                                      | Compositor(es)    | Letra                 | Duração |  |
| 1.             | "Cantiga da velha mãe e dos seus dois filhos (Mãe coragem)" | José Mário Branco | Sérgio Godinho        | 3:50    |  |
| 2.             | "Sant' Antoninho"                                           | Jean Sommer       | José Mário Branco     | 2:40    |  |
| 3.             | "A morte nunca existiu"                                     | José Mário Branco | António Joaquim Lança | 6:00    |  |
| 4.             | "Eh! Companheiro"                                           | José Mário Branco | Sérgio Godinho        | 5:10    |  |
| Duração total: | Duração total:                                              | Duração total:    | Duração total:        | 0:17:00 |  |